# Myripristis hexagona
Myripristis hexagona là một loài cá biển thuộc chi Myripristis trong họ Cá sơn đá. Loài này được mô tả lần đầu tiên vào năm 1802.

## Từ nguyên
Tính từ định danh hexagona trong tiếng Latinh có nghĩa "có 6 cạnh", hàm ý đề cập đến hình dạng cơ thể của loài này, được tác giả Lacepède mô tả là như hình lục giác dài.

## Phạm vi phân bố và môi trường sống
M. hexagona có phân bố rộng khắp khu vực Ấn Độ Dương - Thái Bình Dương, từ bờ biển Đông Phi trải dài về phía đông đến Tonga và Samoa thuộc Mỹ, ngược lên phía bắc đến quần đảo Ryukyu và quần đảo Ogasawara (Nhật Bản), xa về phía nam đến rạn san hô Great Barrier (Úc) và Nouvelle-Calédonie. Ở Việt Nam, M. hexagona được ghi nhận tại cồn Cỏ (Quảng Trị), Côn Đảo và quần đảo Trường Sa.
M. hexagona sống trên các rạn san hô ở độ sâu khoảng 3–40 m.

## Mô tả
Chiều dài cơ thể lớn nhất được ghi nhận ở M. hexagona là 30 cm.
Số gai ở vây lưng: 11; Số tia vây ở vây lưng: 13–15; Số gai ở vây hậu môn: 4; Số tia vây ở vây hậu môn: 11–14; Số vảy đường bên: 25–29.

## Sinh thái
Thức ăn chủ yếu của M. hexagona là các loài sinh vật phù du. Chúng là loài ăn đêm, thường ẩn náu trong hang hoặc dưới gờ đá vào ban ngày. M. hexagona có thể hợp thành nhóm rời rạc, đôi khi là với những loài cá sơn đá khác.

## Thương mại
M. hexagona là một loài có tầm quan trọng thương mại nhỏ.